# 孟德斯鸠 (埃罗省)
孟德斯鸠（法語：Montesquieu，法語發音：[mɔ̃tɛskjø]）是法国埃罗省的一个市镇，属于贝济耶区。

## 地理
孟德斯鸠（43°33'42"N, 3°16'33"E）面积14.47 平方千米，位于法国奧克西塔尼大區埃罗省，该省份为法国南部沿海省份，南濒地中海，西南接奥德省，西北接塔恩省和阿韦龙省，东北与加尔省接壤。
与孟德斯鸠接壤的市镇（或旧市镇、城区）包括：福斯、加比扬、佩泽讷莱米讷、罗克塞勒、瓦扬、瓦尔马斯克勒。

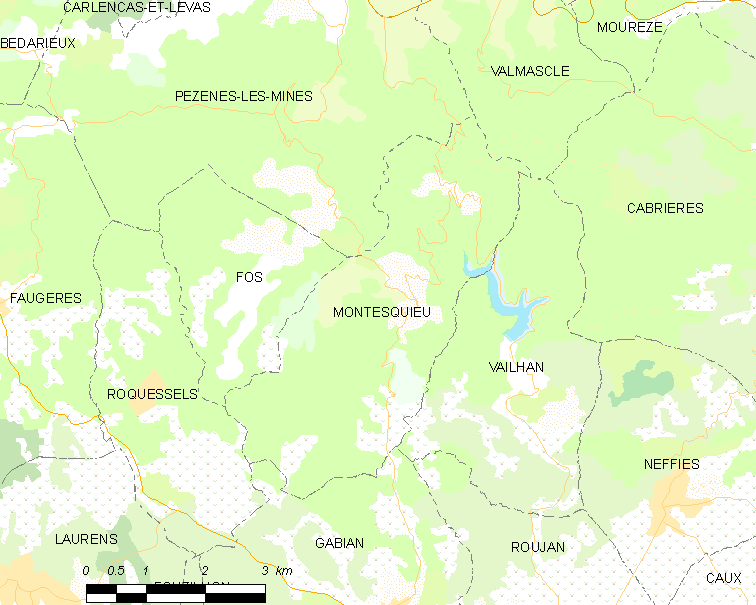
的OSM定位图

孟德斯鸠的时区为UTC+01:00、UTC+02:00（夏令时）。

## 行政
孟德斯鸠的邮政编码为34320，INSEE市镇编码为34168。

## 政治
孟德斯鸠所属的省级选区为卡祖勒莱贝济耶县。

## 人口

1962-2008年间人口变化图示

孟德斯鸠于2022年1月1日时的人口数量为76人。